# Bålja
Bålja är en sjö i Sorsele kommun i Lappland och ingår i Umeälvens huvudavrinningsområde. Sjön har en area på 0,531 kvadratkilometer och ligger 731,3 meter över havet. Bålja ligger i Vindelfjällen Natura 2000-område. Sjön avvattnas av vattendraget Bäljabäcken.

## Delavrinningsområde
Bålja ingår i det delavrinningsområde (731424-152736) som SMHI kallar för Utloppet av Bålja. Medelhöjden är 739 meter över havet och ytan är 1,67 kvadratkilometer. Det finns inga avrinningsområden uppströms utan avrinningsområdet är högsta punkten. Bäljabäcken som avvattnar avrinningsområdet har biflödesordning 3, vilket innebär att vattnet flödar genom totalt 3 vattendrag innan det når havet efter 398 kilometer. Avrinningsområdet består mestadels av skog (47 procent) och sankmarker (21 procent). Avrinningsområdet har 0,54 kvadratkilometer vattenytor vilket ger det en sjöprocent på 32,1 procent.